# 黏質
黏质（英語：mucilage）是几乎所有植物和一些微生物产生的一种厚重的粘性物质。这些微生物包括原生生物，它们利用黏质进行运动，其运动方向总是与黏质分泌方向相反。 它的成分是极性醣蛋白和胞外多糖。植物中的黏质在水分和食物的储存、种子发芽以及增厚膜中发挥作用。仙人掌（和其他多肉植物）和亚麻籽是特别丰富的黏质来源。